# Australanius verrucosus
Australanius verrucosus är en skalbaggsart som beskrevs av Yves Gomy 2009. Australanius verrucosus ingår i släktet Australanius och familjen stumpbaggar. Inga underarter finns listade i Catalogue of Life.